# Хилл, Эми
Э́ми Мари́ Хилл (англ. Amy Marie Hill; род. 9 мая 1953, Дедвуд, Южная Дакота, США) — американская стендап-комедиантка, характерная актриса и артист озвучивания.

## Биография и карьера
Хилл родилась в Дедвуде, Южная Дакота, в семье японки Аяко Йонеока Хилл (1914—2008) и финского американца Арчи Расселла Хилла, погибшего после автомобильной аварии в 1979 году. Она стала признанной актрисой, работающей с известной азиатской американской театральной компанией в Сан-Франциско, штат Калифорния. Хилл также известна в театральном мире как авторитетная актриса перфомансов, написавшая и исполнившая несколько сольных шоу, в том числе трилогию Tokyo Bound, Reunion и Beside Myself.
У Хилл есть приёмная дочь — Пенелопа Хилл (род. 2000).

## Избранная фильмография
| Год       |   | Русское название            | Оригинальное название | Роль                      |
| --------- | - | --------------------------- | --------------------- | ------------------------- |
| 1988      | ф | Голубая бездна              | The Big Blue          | Компьютерный оператор     |
| 1988      | ф | Новая рождественская сказка | Scrooged              | Специалист                |
| 1990      | ф | Папа — привидение           | Ghost Dad             | Медсестра № 1             |
| 1990      | с | Идеальные незнакомцы        | Perfect Strangers     | Рой                       |
| 1991      | с | Беверли-Хиллз, 90210        | Beverly Hills, 90210  | Сопродюсер                |
| 1992      | ф | Одиночки                    | Singles               | Медсестра в госпитале     |
| 1993      | ф | Восходящее солнце           | Rising Sun            | Се                        |
| 1994—1995 | с | Американская девушка        | All-American Girl     | Юн-хи 'Бабушка' Ким       |
| 1995      | с | Сайнфелд                    | Seinfeld              | Ким                       |
| 1995      | ф | Последний ужин              | The Last Supper       | Нелегальная инопланетянка |
| 2003      | ф | Кот                         | The Cat in the Hat    | Миссис Кван               |
| 2004      | ф | 50 первых поцелуев          | 50 First Dates        | Сью                       |
| 2004      | с | Клиент всегда мёртв         | Six Feet Under        | мадам Мана Лиза           |
| 2006      | ф | Пошли в тюрьму              | Let's Go to Prison    | судья Ева Вун             |
| 2006      | с | Отчаянные домохозяйки       | Desperate Housewives  | миссис Пейт               |
| 2011—2013 | с | Просветлённая               | Enlightened           | Джуди Харви               |
| 2014      | с | Джесси                      | Jessie                | Кеахи                     |
| 2014      | с | Гавайи 5.0                  | Hawaii Five-0         | экскурсовод               |
| 2018      | с | Частный детектив Магнум     | Magnum, P.I.          | Теуила Куму Туилета       |